# البوابة التاسعة (فلم)
البوابة التاسعة (بالإنجليزية: The Ninth Gate) هو فيلم نيو-نوار ورعب وإثارة صدر عام 1999، أخرجه وأنتجه وشارك في كتابته رومان بولانسكي، الفيلم هو إنتاج دولي مشترك بين الولايات المتحدة والبرتغال وفرنسا وإسبانيا، ويستند بشكل أساسي إلى رواية نادي دوماس للكاتب أرتورو بيريز ريفيرتي. تتضمن الحبكة توثيق كتاب قديم ونادر يُزعم أنه يحتوي على سر سحري لاستدعاء الشيطان.
كان العرض الأول في سان سيباستيان، إسبانيا، في 25 أغسطس 1999، قبل شهر من مهرجان سان سيباستيان السينمائي الدولي السابع والأربعين. على الرغم من عدم نجاحه بشكل حاسم تجاريًا في أمريكا الشمالية، حيث قارنه المراجعون بشكل غير مواتٍ بفيلم بولانسكي الخارق للطبيعة طفل روزماري (1968)، إلا أن البوابة التاسعة حقق إيرادات إجمالية عالمية قدرها 58.4 مليون دولار مقابل ميزانية قدرها 38 مليون دولار.

## القصة
دين كورسو، تاجر الكتب النادرة في مدينة نيويورك، وظفه جامع الكتب الثري بوريس البلكان. حصل البلكان على نسخة من البوابات التسعة لمملكة الظلال، وهو كتاب من القرن السابع عشر ألفه أريستيد تورشيا قيل إنه قادر على استدعاء الشيطان. يُزعم أن تورشيا قد ألف الكتاب بالتعاون مع الشيطان نفسه، ولم تنجُ منه سوى ثلاث نسخ عندما تم حرقه هو وأعماله بدعوى الهرطقة. يعتقد البلكان أن واحدة فقط من الثلاثة نسخ هي الحقيقية ويريد من كورسو أن يفحص الاثنتين الآخريين. خلال أسفاره، يتعامل كورسو مع امرأة غامضة (الفتاة) التي يبدو أنها تتبعه.
أجرى كورسو مقابلة مع ليانا تيلفر، أرملة أندرو تيلفر الذي باع البلكان البوابة التاسعة قبل وقت قصير من قتل نفسه. قامت تيلفر لاحقًا بإغراء كورسو، على أمل أن يبيع الكتاب لها. بعد أن يرفض البيع، تهاجمه وتضربه حتى فقد وعيه. في اليوم التالي، ذهب كورسو إلى بائع كتب كان قد عهد إليه بالكتاب ليجده مشنوقًا في متجره مثل نقش في البوابة التاسعة. يسترجع كورسو الكتاب ويسافر إلى طليطلة، إسبانيا، للتحدث إلى الأخوين سينيزا، مرممي الكتب الذين امتلكوا نسخة البلكان قبل تيلفر. ويوضح له الاثنان أنه من بين تسعة نقوش للكتاب، هناك ستة فقط موقعة بـ"A.T." ، الثلاثة الآخرون موقعة باسم "L.C.F" من أجل لوسيفر.
يسافر كورسو إلى شنترة، لشبونة، البرتغال، ويلتقي مع فيكتور فارغاس الذي يمتلك نسخة من البوابة التاسعة. وجد كورسو أن ثلاث نقوش مختلفة في نسخته موقعة بـ "LCF" ، والنقوش الموقعة بهذه الطريقة لها اختلافات طفيفة عن تلك الموقعة بـ"A.T.". ينقل كورسو نتائجه إلى البلكان ويأمره البلكان بالحصول على نسخة فرغاس. في اليوم التالي تأخذ (الفتاة) كورسو ليرى فرغاس الذي غرق. يسترجع كورسو نسخة فارغاس المحترقة من المدفأة ويجد الثلاثة "LCF". نقوش ممزقة. يذهب كورسو إلى باريس، فرنسا، للتحقيق في النسخة الثالثة التي تملكها البارونة كيسلر. حذرًا من كورسو ومعرفة أنه يعمل لدى البلكان، فإنها ترفضه. يخفي كورسو كتاب البلكان في غرفته بالفندق ويخبر كيسلر عن "LCF". نقوش، تقترح أن تحتوي كل نسخة على ثلاثة تشكل معًا مجموعة أصلية من تسعة. مفتونتًا، سمحت كيسلر لكورسو بالنظر إلى نسختها. هوجم كورسو، وخُنقت البارونة حتى الموت وأضرمت النار في مكتبها. يعود كورسو إلى فندقه ويكتشف أن نسخة البلكان مفقودة، وربما سرقتها ليانا.
تتعقب (الفتاة) وكورسو ليانا إلى قصر حيث تقوم طائفة شيطانية بإجراء طقوس باستخدام كتاب البلكان. يقاطع البلكان الحفل ويستعيد نسخته ويخنق ليانا حتى الموت. يتخلى كورسو عن (الفتاة)، مفترضًا أنها كانت تعمل لصالح البلكان، ويطارد البلكان لكنه يفقده. يعثر كورسو على دليل في متعلقات كيسلر يوجهه إلى قلعة نائية، حيث يستعد البلكان لاستدعاء الشيطان باستخدام النقوش التسعة. يقوم بإخضاع كورسو وإجباره على المشاهدة وهو يؤدي الطقوس؛ يبدو أن الطقس يعمل ويمنح البلكان قوة وحصانة من الأذى، ويضحي بنفسه للتظاهر. ومع ذلك، لم تنجح الطقوس وبدأ البلكان في الصراخ من الألم. يسترجع كورسو النقوش ويطلق النار على البلكان. عند دخوله سيارة البلكان، تواجه (الفتاة) كورسو. ومع والإضاءة الخلفية بالقلعة، التي غمرتها النيران الآن. يبدو أن وجهها يتغير.
تشرح الفتاة أن طقوس البلكان لم تنجح لأن إحدى النقوش كانت مزورة. غادرت (الفتاة)، لكنها أعطت كورسو ملاحظة ترسله إلى الأخوين سينيزا. في متجرهم، يكتشف كورسو أنهما اختفيا في ظروف غامضة ويتم تنظيف المتجر. بينما يقوم العمال بإزالة خزانة كتب كبيرة، تطفو ورقة مغطاة بالغبار لأسفل من الأعلى. هذا هو النقش الأصيل الذي يصور امرأة تشبه (الفتاة) تركب فوق وحش يشبه التنين أمام القلعة المحترقة. يبدو كورسو عائدًا إلى القلعة مع فتح البوابات المليئة بالضوء الساطع، مما يعني أن مدخل البوابة التاسعة قد فتح أمامه.

## طاقم التمثيل
- جوني ديب في دور دين كورسو
- لينا أولين في دور ليانا تيلفر
- فرانك لانجيلا في دور بوريس البلكان
- إيمانويل سينيه في دور الفتاة
- جيمس روسو في دور بيرني أورنشتاين
- جاك تايلور في دور فيكتور فارغاس
- ألين غارفيلد في دور ويتكين
- باربرا جيفورد في دور البارونة فريدا كيسلر
- ويلي هولت في دور أندرو تيلفر
- خوسيه لوبيز روديرو في دور بابلو وبيدرو سنيزا
- كاثرين بينغويغ في دور البواب
- جاك كولارد في دور غروبر
- جاك دكمين في دور الرجل العجوز

## وصلات خارجية
- مقالات تستعمل روابط فنية بلا صلة مع ويكي بيانات
- فيلم البوابة التاسعة على موقع امازون